# Gavriel Holtzberg
Graviel Noach Holtzberg (en hebreo: גבריאל נח הולצברג) (Kiryat Mal'aji, 9 de junio de 1979 - Bombay, 26 de noviembre de 2008) fue un rabino ortodoxo estadounidense-israelí y un emisario de Jabad-Lubavitch en Bombay, India, donde él y su esposa Rivka residían y trabajaban en el edificio Nariman House, una Casa de Jabad ubicada en Mumbai. Holtzberg era un líder comunitario religioso, constructor de la comunidad judía local. Holtzberg lideraba los servicios religiosos del viernes por la noche, en la Sinagoga Knesset Eliyahoo. El rabino y su esposa fueron brutalmente asesinados durante los ataques terroristas que tuvieron lugar en Bombay en el 2008, perpetrados por el grupo terrorista Lashkar-e-Toiba.

## Biografía
Graviel Holtzberg nació en Eretz Israel, y era hijo de Nachman y Freida Holtzberg. El rabino y su familia se mudaron a la sección de Crown Heights, situada en el barrio de Brooklyn, en la ciudad de Nueva York, en los Estados Unidos, cuando Graviel tenía nueve años de edad. Holtzberg tenía ocho hermanos. Durante sus años en la escuela elemental, memorizó entero el orden Moed de la Mishná. Durante sus años en el instituto (en inglés: High school), Holtzberg era conocido por su conocimiento del Talmud babilónico. Graviel viajó a Jerusalén para participar en una competición talmúdica internacional, en la cual quedó segundo.

### Estudios
Holtzberg estudió en varias academias talmúdicas de Nueva York y Argentina, y sirvió como estudiante rabínico en varias comunidades judías de Tailandia y de China, en el programa de asistencia rabínica dirigido por Merkos l'Inyonei Chinuch, el brazo educativo del movimiento jasídico Jabad-Lubavitch. Holtzberg desde siempre había querido ser un emisario de Jabad. Pasó un tiempo como estudiante en la Casa de Jabad situada en Bangkok, y ayudó a abrir una nueva Casa de Jabad en el sur de Tailandia.

### Esposa e hijos
Su esposa, Rivka Holtzberg (1980-2008) (en hebreo: רבקה הולצברג) nació en Eretz Israel, y era la hija del Rabino Shimon Rosenberg y de su esposa Yehudit Rosenberg. Rivka Holtzberg creció en Afula, y estudió en el seminario Beth Rivkah situado en Kfar Chabad, en Israel. Su tío era el Rabino Yitzchak Dovid Grossman, el Rabino mayor de Migdal HaEmek, Israel. Los Holtzberg se casaron en el año 2002. Su hijo primogénito, Menachem Mendel, nació un año más tarde, el niño padecía la enfermedad de Tay-Sachs. El pequeño murió a causa de esta enfermedad a la edad de tres años. Su segundo hijo, Dov-Ber, nació con la misma enfermedad, y fue ingresado en una unidad de cuidado pediátrico de larga duración, en Israel, bajo el cuidado de sus abuelos. El niño murió a la edad de cuatro años, en diciembre de 2008, un mes después del asesinato de sus padres. Su tercer hijo, Moshe Holtzberg, nació sano y vivía con sus padres en Bombay. Los Holtzberg vivían juntos en la quinta planta del edificio Nariman House. Se supo tras el funeral de los Holtzberg, que Rivka estaba embarazada de cinco meses y que esperaba su cuarto hijo cuando fue asesinada.